# Salamandra infraimmaculata
Salamandra infraimmaculata is een salamander uit de familie echte salamanders (Salamandridae). De soort werd voor het eerst wetenschappelijk beschreven door Eduard Carl von Martens in 1885. Oorspronkelijk werd de wetenschappelijke naam Salamandra maculosa var. infraimmaculata gebruikt. Het is een voormalige ondersoort van de vuursalamander (Salamandra salamandra) maar wordt sinds 1995 als een volwaardige soort beschouwd. In de literatuur wordt echter vaak naar de oude status verwezen.
Salamandra infraimmaculata komt niet voor in Europa zoals de vuursalamander maar leeft in het Arabisch Schiereiland, van Turkije tot Syrië, Israël en Libanon, er zijn geïsoleerde populaties in Iran en Irak. De biologie en levenswijze zijn grotendeels vergelijkbaar met die van de vuursalamander, maar Salamandra infraimmaculata wordt wel duidelijk groter tot meer dan 32 centimeter.